# Ibrahim Mbaye
Ibrahim Mbaye (ur. 24 stycznia 2008 w Trappes) – francuski piłkarz pochodzenia senegalskiego, występujący na pozycji napastnika we francuskim klubie Paris Saint-Germain F.C. oraz reprezentacji Francji U-20.

## Sukcesy

### Paris Saint-Germain F.C.
- Mistrzostwo Francji: 2024/2025
- Liga Mistrzów UEFA: 2024/2025
- Klubowe mistrzostwa świata (2. miejsce): 2025
- Puchar Francji: 2024/2025
- Superpuchar Francji: 2025